# 我是女王
《我是女王》是一部2015年上映的都市爱情片，为伊能静的导演处女作，由宋慧喬、竇驍、陳喬恩、楊祐寧、鄔君梅、姜武、鄭元暢、秦昊、伊能靜等聯合主演。
该片是一部写实的现代爱情故事，改编自网路小说《我是女王：那些坏男人教会我的事》，以现实生活中伊能静身边闺蜜的真实故事为蓝本，影片前后筹备了三年，于2014年2月16日建组，4月25日开机，先后在上海、北京、土耳其取景拍摄，2014年7月12日在土耳其全剧组杀青。影片原定在2015年4月16日中国大陆正式上映，後提档至4月15日公映。台灣OTT平台LiTV 線上影視上架播出。

## 劇情介紹
|               | 身体先行，爱情觉醒 |
| ——4.16 爱不停 |                    |

影片聚焦折射出都市饮食男女的一段段扑朔迷离的爱情故事：女艺人安妮（宋慧喬饰）、凱蒂（陳喬恩饰）和緹娜（鄔君梅饰），性格、年龄、生活完全不同的三个闺蜜，都各自迷失在爱情里，遇到不同的男人，相互争吵、相互温暖,直视自己、寻找自我,从“做女王”蜕变到“做自己”。

## 演员主创

### 演员陣容
| 演員   | 角色           | 身份          | 介紹                                                   | 定位        |
| 宋慧喬 | 王安妮 Annie   | 女明星        | 感情曲折、被动受挫、自我迷惘、理性救赎、犹豫畏惧       | 女祭司      |
| 竇 驍  | 馬克 Mark      | 摄影师        | 性格开朗、自由随性、喜感十足、有才华有情趣             | 正位恋人    |
| 陳喬恩 | 陳凱蒂 Candy   | 公关公司 经理 | 很感性、疯爱虐爱、敢爱敢恨、冲动、歇斯底里。湯尼的小三 | 正位隐士    |
| 楊祐寧 | 湯尼 Tony      | 律师          | 很残忍、很脆弱、很激情、孝顺上进、不負責任、渣男       | 逆位死神    |
| 鄔君梅 | 緹娜 Tina      | 艺廊老板      | 很独立、很成功、很孤傲、黑色幽默、渴望被爱             | 逆位 倒吊人 |
| 姜 武  | 家偉           | 店老板        | 外型憨厚、實則渣男                                     | 逆位审判    |
| 鄭元暢 | 王子煜         | 富二代        | 高富帅、低调严谨、妈宝男                               | 逆位皇帝    |
| 秦 昊  | 張毅           | 男演员        | 很懂爱、神秘                                           | 正位太阳    |
| 伊能靜 | 馬璃莎 Melissa | 女明星        | 拥有名利、高傲强势、内心毒辣                           | 命运之轮    |
| 孙艺洲 | 李奥           |               |                                                        |             |
| 李 静  |                | 占卜师        |                                                        |             |
| 王月   |                | 馬璃莎的母親  |                                                        |             |
| 董至成 |                | 馬璃莎的父親  |                                                        |             |
| 田麗   | 張清玉         |               |                                                        |             |
| 赵奕欢 | 赵奕欢         |               |                                                        |             |

### 主创陣容
- 出品人：張曉芬、伊能靜
- 联合出品人：洪晖、詹慧川、陈砺志、孙忠怀、胡昊、张雅娜、房千里、夏华
- 总制片人：張曉芬
- 制片人：洪晖
- 执行制片人：祁伟礼
- 总发行人：姜广超、汪辉、黄紫燕
- 总策划：修雅旎、宋丹、岳洋、杨鑫、王钧翰、黄河、李保罗
- 文字策划：路怡、王红卫、余文芊、苏乏
- 导演：伊能靜
- 编剧：王安安、顧奕、伊能靜
- 摄影指导：李屏賓
- 灯光指导：蔡礼雄
- 声音指导：杜驽之
- 原创音乐：陈建骐
- 藝術总监、造型总监：陈思勤
- 剪辑指导：張嘉辉
- 妆发总监：刘兴华
- 特效总监：艾文Evan Ricks

## 音樂原聲
| 《我是女王》音樂 | 《我是女王》音樂             | 《我是女王》音樂 | 《我是女王》音樂 | 《我是女王》音樂 | 《我是女王》音樂 | 《我是女王》音樂 |
| 曲序             | 曲目                         |                  | 作曲             | 编曲             | 演唱             | 时长             |
| ---------------- | ---------------------------- | ---------------- | ---------------- | ---------------- | ---------------- | ---------------- |
| 1.               | 《替我照顾她》（联合主題曲） | 张简君伟         | 张简君伟         | 张简君伟         | 胡夏             | 4:09             |
| 2.               | 《我是女王》（同名主题曲）   | 伊能静           | 刘佳、宫阁       | 宫阁             | 吉克隽逸         | 3:35             |
| 3.               | 《谢谢你的爱》（插曲）       | 伊能静           | 刘佳             | 宫阁             | 秦昊、伊能靜     | 3:31             |
| 4.               | 《难得孤寂》（插曲）         | 林夕             | 游政豪           |                  | 黄丽玲           | 4:18             |

## 影片评价
幽默欢乐、阳光活力，是一个女性电影，也是一个男性电影。